# Leucopéonidine
La leucopéonidine est une leucoanthocyanidine, un type de flavonoïde.

## Hétérosides
Un hétéroside de la leucopéonidine présent dans l'écorce de figuier des banians (Ficus benghalensis) présente des effets antidiabétiques.